# Elektronisches Handelssystem
Ein elektronisches Handelssystem, auch Computerbörse genannt, ist im Börsen- und OTC-Handel ein multilaterales System, das die Interessen einer Vielzahl von Wirtschaftssubjekten am Kauf und Verkauf von Finanzinstrumenten innerhalb des Systems und nach regelgebundenen Bestimmungen in einer Weise zusammenbringt, die zu einem Vertrag über den Kauf dieser Finanzinstrumente führt.

## Allgemeines
Im Gegensatz zum rückläufigen Parketthandel ist beim elektronischen Handelssystem keine visuelle Interaktion und Kommunikation zwischen den Marktteilnehmern (Börsenhändler, Market-Maker, Skontroführer und Spezialisten) erforderlich. An Computerbörsen kommen die Geschäftsabschlüsse durch elektronisch gesteuerte Zusammenführung von Kauf- und Verkaufsorders zustande. Das elektronische Handelssystem führt Transaktionen von Effekten (Aktien, Anleihen, Investmentzertifikate an Wertpapierbörsen) oder Commodities (an Waren- oder Energiebörsen) automatisch aus, sobald zusammenpassende Kauf- und Verkaufsangebote vorliegen (englisch matching). Computerbörsen sind daher auch nicht ortsgebunden und gelten als Handelsplatz.
Die erste vollelektronische Börse Deutschlands war die im Januar 1990 in Betrieb genommene Deutsche Terminbörse. In Deutschland existieren heute die elektronischen Handelsplattformen Xetra, Xitaro, Xontro und Tradegate für den Kassamarkt sowie Eurex für den Terminmarkt. Die führende Plattform für Energie- und Commodityhandel in Europa ist Trayport. Über elektronische Handelssysteme verfügen jedoch nicht nur Börsen, sondern auch große Finanzbroker wie ICAP, GFI oder Tullett Prebon.
Man unterscheidet zwei grundsätzliche Formen des Wertpapierhandels, die über elektronische Handelssysteme getätigt werden. Dies sind der fortlaufende Handel und die Auktion.

## Fortlaufender Handel
Im fortlaufenden Handel (continuous trading) werden zu jedem Zeitpunkt fortlaufend Preise festgestellt, zu denen im Augenblick bestmöglich gekauft oder verkauft werden kann und es wird jedes Mal ein neuer aktueller Marktpreis festgestellt, wenn sich ein Kauf- und ein Verkaufsauftrag ausführbar gegenüberstehen und ausgeführt werden.
Das elektronische Handelssystem registriert die eingegebenen Kauf- und Verkaufsaufträge und überträgt sie in ein elektronisches Orderbuch. Hierin sind alle Aufträge nach Produkt, Kauf- oder Verkauf, Menge, Preis und Eingangszeitpunkt registriert, was für das spätere Zusammenführen (englisch matching) von Bedeutung ist. Sobald im Orderbuch der Auftrag eines Handelsteilnehmers erfasst wird, weist ihm das elektronische Handelssystem einen Zeitstempel und eine Transaktionsnummer zu. Über die erfolgreiche Aufnahme in das Orderbuch wird jeder betroffene Handelsteilnehmer systemseitig informiert. Aufträge werden weiterhin nach Limitorders (Auftrag mit Preislimit) und Market Orders (Auftrag zum bestmöglichen Kauf oder Verkauf) unterschieden.
Ausführbare Aufträge werden soweit möglich sofort bei Eingang der Order automatisch ausgeführt. Das Orderbuch für das Produkt X enthält also nur Aufträge, die im Augenblick nicht ausführbar sind und sieht somit beispielsweise vereinfacht wie folgt aus:
| Produkt X         | Produkt X  | Produkt X  | Produkt X      | Produkt X      | Produkt X         |
| ----------------- | ---------- | ---------- | -------------- | -------------- | ----------------- |
| Kaufgebote        | Kaufgebote | Kaufgebote | Verkaufsgebote | Verkaufsgebote | Verkaufsgebote    |
| Eingangszeitpunkt | Menge      | Preis      | Preis          | Menge          | Eingangszeitpunkt |
| 07:15             | 3          | 15,60 €    | 16 €           | 5              | 07:05             |
| 07:20             | 5          | 15,60 €    | 16,20 €        | 4              | 07:00             |
| 07:05             | 10         | 15,20 €    | 16,20 €        | 3              | 07:05             |
| 06:00             | 1          | 15,10 €    | 16,30 €        | 1              | 06:30             |

Im Moment ist kein Auftrag ausführbar, denn das billigste Verkaufsangebot ist 16 €, während die Käufer nur höchstens 15,60 € pro Wertpapier X zahlen möchten. Die Aufträge stehen in der Reihe ihrer Ausführung. Preislich bessere Angebote stehen weiter oben, bei gleichem Preis entscheidet der Eingangszeitpunkt. Die Differenz zwischen den beiden im Augenblick besten Angebotspreisen nennt man Geld-Brief-Spanne. Je niedriger sie ist, desto liquider ist der Markt.
Für den Händler, der Zugang auf das Handelssystem hat, erscheint zu dem Produkt X die Information, dass er im Augenblick zum Preis 15,60 € verkaufen kann (bestes stehendes Kaufgebot) und zum Preis 16 € kaufen kann (bestes stehendes Verkaufsgebot). Beide Geschäfte kann er jetzt mit einem Mausklick realisieren. Möglich ist aber auch, einen weiteren im Augenblick nicht ausführbaren Auftrag ins Orderbuch einzutragen. Beispielsweise könnte der Händler der Meinung sein, dass der Preis bestimmt in der nächsten Stunde steigt und somit ein Verkaufsgebot für 17 € einstellen. Im Augenblick würde dies ganz unten im Orderbuch stehen, aber nach Abarbeitung der vorstehenden Orders könnte es sein, dass sein Auftrag zu einem späteren Zeitpunkt oben steht.
Interessanter wird es, wenn der Händler jetzt einen ausführbaren Auftrag einstellt, zum Beispiel eine Market Order, dass er zum aktuell bestmöglichen Preis 6 Stück kaufen möchte. Dieser Auftrag wird nun von dem Handelssystem sofort bestmöglich ausgeführt. Er erhält 5 Stück zu 16 € und 1 Stück zu 16,20 €. Das an erster Stelle stehende Verkaufsgebot ist ausgeführt und verschwindet aus dem Orderbuch. Das zweite Verkaufsgebot ist teilausgeführt, die Menge verringert sich auf 3. Dasselbe passiert, wenn er eine ausführbare Limitorder einstellt, sie wird bestmöglich ausgeführt, das heißt, er erhält den gleichen Preis wie bei der Marketorder, solange sein Limit über diesem Preis lag, sonst landet die Order im Orderbuch und wartet auf Ausführung. Der erzielte Preis wird als letztgehandelter Preis angezeigt.
Der Vergleich mit dem letztgehandelten Preis dient auch der Überwachung der Kurskontinuität. Große Kurssprünge gelten als Indikatoren für Fehleingaben oder Börsenpaniken, denen mit geeigneten Schutzmaßnahmen gegengesteuert werden muss.
Während des fortlaufenden Handels ist das Orderbuch im Regelfall offen, das heißt alle Orders sind kumuliert (Zusammenfassung gleichlautender Orders) zum jeweiligen Limit sichtbar.
Möchte der potentielle Käufer im Beispiel oben mehr als 5 Einheiten erwerben, so steigt für ihn der Preis. Für den Verkäufer sinkt der Preis, sobald er mehr als 8 Einheiten verkaufen möchte. Wie groß die Menge ist, die noch zu einem Preis gehandelt werden kann, der dem gerade geltenden Marktpreis sehr ähnlich ist, bezeichnet man als Markttiefe.
Der laufende Handel erzeugt so über den Tag immer neue Preisinformationen, die für Preistrends und Beurteilung von Volatilitäten ausgewertet werden können. Bei leeren Orderbüchern ist der laufende Handel problematisch. Einzelne Orders erzielen dann einen zufälligen und möglicherweise unfairen Preis. Somit werden in der Regel für jedes handelbare Produkt sogenannte Market-Maker verpflichtet, die verbindlich jederzeit für ihr Produkt An- und Verkaufspreise, sogenannte Quotes, mit einer vereinbarten maximalen Spanne stellen.

## Auktionen
Für den Handel weniger liquider Produkte ist der laufende Handel nicht geeignet. Hier ist es besser Liquidität, das heißt möglichst viele Aufträge, in einer Auktion zu sammeln. Bei Auktionen werden zunächst Kauf- und Verkaufsorders in einer Vorlaufphase gesammelt, zum Auktionstermin werden dann durch das elektronische Handelssystem diejenigen Kauf- und Verkaufsorders nach dem Meistausführungsprinzip zu einem einheitlichen Börsenkurs zusammengeführt, bei dem der größte Umsatz mit dem geringsten Überhang auf der Kauf- (Nachfrageüberhang) oder Verkaufsseite (Angebotsüberhang) gehandelt wird (Kursfeststellung zum Gleichgewichtspreis). Das Orderbuch ist bei diesen Auktionen geschlossen, d. h. die Gebote anderer Marktteilnehmer sind nicht sichtbar.
Es gibt teilweise Start- und Endauktionen zu Beginn und zum Abschluss des laufenden Handels, um diesen mit einem belastbaren Preis zu beginnen und zu enden.
In der Stundenauktion der European Energy Exchange erfolgt eine Ausführung zum Market Clearing Price, das heißt aus Verkaufs- und Kaufgeboten wird ein markträumender Preis ohne Überhänge ermittelt.
Ein Gebot in einer Auktion ist im Geld, wenn der gebotene Preis für eine Kauforder über dem ermittelten Börsenpreis liegt, für eine Verkaufsorder unter dem ermittelten Börsenpreis liegt. Ist dies nicht der Fall, ist das Gebot aus dem Geld. Eine naheliegende Forderung an den Preisbildungsalgorithmus einer Auktion ist, dass alle Gebote, die im Geld sind, ausgeführt werden. Dies ist jedoch in der Regel nicht möglich und somit weder bei dem in Finanzmärkten üblichen Meistausführungsprinzip noch bei der EPEX Spot Dayahead Auktion der Strombörse der Fall.

## Rechtsfragen
Elektronische Handelssysteme gehören zu den Organisationsmitteln einer Börse. Nach § 16 Abs. 1 Nr. 2 BörsG muss die Börsenordnung (BörsO) unter anderem Bestimmungen enthalten über die Organisation der Börse. Die Börsengeschäftsführung muss einzelnen Handelsteilnehmern wie Kreditinstituten, Market-Makern, Designated Sponsoren oder Skontroführern Zugang zum Handelssystem durch Zulassung verschaffen. Nach § 32 Abs. 1 BörsO FWB teilt die Frankfurter Börse jedem Unternehmen für den Zugang zur Börsen-EDV mindestens eine Benutzerkennung und ein Passwort zu, die ausschließlich durch das jeweilige Unternehmen genutzt werden dürfen. Die Handelsteilnehmer sind gemäß § 121 Abs. 1 BörsO FWB verpflichtet, die Börsen-EDV nach Maßgabe der börsenrechtlichen Vorschriften zu nutzen, damit ein ordnungsgemäßer Börsenhandel und eine ordnungsgemäße Börsengeschäftsabwicklung sichergestellt ist. Nach § 87 BörsO FWB werden die Börsenkurse durch das elektronische Handelssystem ermittelt.
Handelsteilnehmer, insbesondere Banken, können entweder im eigenen Namen auf eigene Rechnung handeln, sogenannter Eigenhandel, oder Kauf- und Verkaufsaufträge ihrer Kunden auf deren Rechnung abwickeln.
Gemäß § 39 BörsO FWB darf unter bestimmten Voraussetzungen auch algorithmischer Handel betrieben werden. Die Richtlinie 2014/65/EU über Märkte für Finanzinstrumente definiert in Art. 4 Nr. 39 den algorithmischen Handel als den „Handel mit einem Finanzinstrument, bei dem ein Computeralgorithmus die einzelnen Auftragsparameter automatisch bestimmt, z. B. ob der Auftrag eingeleitet werden soll, Zeitpunkt, Preis bzw. Quantität des Auftrags oder wie der Auftrag nach seiner Einreichung mit eingeschränkter oder gar keiner menschlichen Beteiligung bearbeitet werden soll, unter Ausschluss von Systemen, die nur zur Weiterleitung von Aufträgen zu einem oder mehreren Handelsplätzen, zur Bearbeitung von Aufträgen ohne Bestimmung von Auftragsparametern, zur Bestätigung von Aufträgen oder zur Nachhandelsbearbeitung ausgeführter Aufträge verwendet werden“.
Elektronische Handelssysteme gelten als automatisierter Handel, der in § 80 WpHG geregelt ist.

## Wirtschaftliche Aspekte
Reine Computerbörsen sind Börsen, bei denen der Börsenhandel ausschließlich über elektronische Handelssysteme abgewickelt wird wie etwa bei der European Energy Exchange. Eine vollelektronische Börse wickelt die Annahme von Orders, Orderführung, Preisfeststellung, Orderausgleich sowie alle nachfolgenden Abwicklungs-, Informations- und Überwachungsroutinen ab. Findet daneben – im geringer werdenden Umfang – auch noch Parketthandel statt, so handelt es sich nicht um Computerbörsen im engeren Sinn.

## International
Die an die NASDAQ angeschlossenen, sekundären elektronischen Handelssysteme bezeichnet man als Electronic Communication Networks (ECNs). Weiterhin existiert in den USA noch das außerbörsliche OTC Bulletin Board.